# MF59
Le MF59 est un adjuvant immunologique de type huile dans eau à base de squalène stabilisé par deux surfactants non ioniques, Tween 80 et Span 85, pour la phase interne, et d'un citrate faiblement ionique (« AS04 », utilisé par ailleurs comme adjuvant autonome) pour la phase continue.
Il est la propriété de Novartis, qui l'ajoute à ses vaccins contre la grippe pour stimuler la réponse immunitaire par la production de lymphocytes de mémoire CD4. Son innocuité a été testée dans un candidat-vaccin contre la Covid-19 en phase 1, avant l'abandon de ce vaccin pour d'autres raisons
Le MF59 a été développé dans les années 1990 par Ciba et Chiron, sociétés détenues par Novartis. 